# إف. أ. هينينغر
إف. أ. هينينغر (بالإنجليزية: F. A. Henninger)‏ هو مهندس معماري أمريكي، ولد في 1865، وتوفي في 1944.